# Rentre dans le Cercle
 (janvier 2021).
- Si vous ne connaissez pas le sujet, laissez ce bandeau (vous pouvez alors contacter les auteurs).
- Si vous supprimez le contenu mis en cause (vous pouvez préalablement contacter les auteurs),

argumentez précisément cette suppression dans la page de discussion
(un manque de référence n'est pas un argument ; une recherche réelle de référence doit avoir été effectuée, être formellement documentée).
 (septembre 2019).
 (septembre 2019).
Rentre dans le Cercle, également appelée Le Cercle, est une émission web française diffusée sur la chaîne YouTube Daymolition deux fois par mois sur un semestre, conçue, produite et présentée par le rappeur franco-algérien Sofiane. Elle permet à divers rappeurs plus ou moins connus de montrer leur talent en effectuant un freestyle face-caméra ainsi qu’à des professionnels de labels ou de médias du rap de faire découvrir leurs métiers.

## Concept
S’il a rencontré un grand succès en 2016 grâce à sa série de freestyles Je suis passé chez So, Sofiane travaille en réalité dans le rap depuis 2004, et avait déjà à son actif cinq mixtapes ainsi que des featurings avec plusieurs rappeurs français comme Mac Tyer, Canardo ou encore Rohff. Conscient de la difficulté qu'il y a à percer et ayant connu des années difficiles, Sofiane décide de créer Rentre dans le Cercle pour permettre aux jeunes rappeurs de se faire connaître, sur le modèle de l’émission radio Planète Rap sur Skyrock à laquelle il a beaucoup participé. Le rappeur invite des chefs de projets ou directeurs artistiques de labels hip-hop, des journalistes, des animateurs, des photographes, des entrepreneurs en lien avec le rap pour montrer leur travail au public.
A la manière des cyphers à l’américaine des années 1990, les rappeurs viennent seuls ou en équipe et performent à tour de rôle, lancés et accompagnés par Sofiane qui joue un rôle de grand frère, de parrain plutôt que de jury. Jacky Brown, lors de l’épisode 10, et Daddy K, lors du spécial Belgique, saluent la tolérance de Sofiane, se rappelant qu’à leur époque, se tromper, bafouiller ou rapper tout en lisant son texte sur son téléphone portable aurait valu une expulsion immédiate du cercle. Toujours dans l’épisode 10, Sofiane explique qu’il n’y a pas de jugement dans le Cercle, que l’on « a le droit de se tromper » et que le but est simplement, malgré la difficulté de l’exercice, de passer un bon moment avec la passion du rap sans compétition, contrairement aux Rap Contenders où le but est de clasher violemment son adversaire en trois rounds et de remporter la battle. 
Le générique de l’émission est extrait du titre Le Cercle interprété par Sofiane avec GLK, Hornet La Frappe et YL sur son album Bandit Saleté. Le générique de fin est celui de Daymolition, chaîne YouTube spécialisée dans le rap français qui héberge les épisodes du Cercle ainsi que des clips de rappeurs débutants comme RK ou Huso.
La périodicité de l’émission est de deux numéros par mois depuis novembre 2017. Le mois de septembre compte quatre numéros et le mois d’octobre trois. A noter que chaque numéro est diffusé environ deux mois après le tournage.

## Déroulement
Chaque épisode commence par une brève présentation des différents participants avec leur nom, leur groupe ou label éventuel, leur nombre de ventes ou de vues sur YouTube, ainsi que leurs pochettes d’album, s’ils en ont sorti. Sofiane présente également le DJ qui va diffuser les instrumentales et le beatmaker qui les a composées, ainsi que les pochettes des albums dont ils ont réalisé les musiques ou les artistes avec lesquels ils travaillent. Lors des premiers numéros, la caméra montrait rapidement les participants réunis autour du DJ en train de choisir l’instrumentale sur laquelle ils vont poser.
Lorsque Sofiane appelle un rappeur, ce dernier s’avance au milieu du Cercle et un bref extrait de son clip est montré avec son nom, sa ville, le numéro de son département et la date de sortie de son projet récent. Le rappeur a quelques minutes pour performer un freestyle avant d’être félicité par Sofiane et de laisser la place à un autre participant. Il arrive parfois que les rappeurs passent en duo ou en trio. Les sessions rap sont entrecoupées d’environ trois phases d’interview d’animateurs, de membres de label ou encore de personnes proches de rappeurs.
Les lieux de tournage changent tous les deux épisodes. L’émission a été tournée dans un parking la nuit, un hangar, une salle de basketball, un hall, un bâtiment désaffecté, un lieu de graff, une salle de boxe, un portail médiéval et le Théâtre du Gymnase Marie-Bell à Paris.

## Historique
Le 25 août 2017, Sofiane annonce le projet Rentre dans le Cercle par téléphone dans un numéro de l’émission Planète Rap consacré au rappeur parisien PLK, qui a participé à l’épisode 2. Le premier épisode sort le 8 septembre suivant et le 26, lors du Planète Rap de Ninho (qui a participé au numéro 1), Sofiane annonce la sortie du deuxième épisode par téléphone pour le 18 septembre avec la participation de Vald, tandis que l’animateur Fred Musa révèle qu’il a participé au numéro 3 en tant qu’invité.
Le 15 décembre 2017 sort un épisode spécial avec des rappeurs belges comme Romeo Elvis ou encore Caballero et Jean-Jass.
Au fil des épisodes, on propose le rappeur Nekfeu pour participer à l’émission, mais celui-ci confie ne pas pouvoir le faire de sitôt, car il a trop de collaborations à effectuer pour le moment. Quant à Hayce Lemsi, il dit dans une vidéo sur ses réseaux sociaux où il répond à une fan que cela ne « l’intéresse pas de rentrer dans le Cercle » .
Le 25 janvier 2018, lors d’un Rentre dans le Cercle hors-série qui s’est déroulé lors du Planète Rap de Sofiane avec Zeguerre, RK, Reda, DZ, Boozoo Bakhaw, Badjer et Brabus, ce dernier a annoncé le retour du Cercle pour mars. La saison 2 débute finalement en mai avec un rythme de deux émissions par mois.
Le 17 octobre 2018 sort un épisode spécial de Rentre dans le Cercle avec des rappeurs canadiens. A la fin de l'épisode, Sofiane annonce vouloir tourner une saison entière à Québec.
Le 12 novembre 2018 sort un épisode spécial en partenariat avec la marque de boissons énergisantes Red Bull et son événement d'improvisation Red Bull Dernier Mot. Les rappeurs qui y participent font leur freestyle en improvisation, sans l'avoir écrit à l'avance.

## Accueil critique
La sortie des épisodes est relayée par divers sites spécialisés dans le rap comme Booska-P, Rapelite, Rapunchline ou Rapghetto qui lui apportent leur soutien. 
L’émission connaît une parodie intitulée Sors du Cercle avec les humoristes Younes et Bambi ainsi que le YouTubeur Jhon Rachid dans le rôle de Sofiane.